# 徐小平 (1956年)
徐小平（1956年—），男，江苏泰兴人，畢業於中央音樂學院，中国天使投资人，新东方教育科技集团联合创始人，真格基金创始人。

## 出生与教育背景
徐小平1956年出生于江苏泰兴。1978年，国家恢复高考后，他报考了中央音乐学院，并于1983年毕业。后进入北京大学任教，开始了他的教育生涯。1987年，徐小平前往美国旧金山，开始了边打工边学习的留学生涯。之后，他又在加拿大留学，总计在国外留学八年。1996年，徐小平应北大好友俞敏洪之邀，从加拿大回国，参与创立新东方学校。他与俞敏洪、王强被誉为“新东方”学校的“三驾马车”。新东方帮助了数以万计的留学生顺利开始他们的留学生涯，徐小平也因其幽默犀利的演讲风格成为标志性人物。